# FV301
FV301 — британский лёгкий танк, разработанный на базе танка A46 в 1947—1950 годах.

## Машины на базе
- FV302
- FV303 - проект 20 фунтовой САУ на основе FV301, был сделан как минимум 1 образец в металле.
- FV304 - проект 25 фунтовой САУ на основе FV301, по названию, следует думать что это модификация FV303. Доказательств о том, что эта САУ была постоенна в металле, пока не достаточно.
- FV305
- FV306
- FV307
- FV308

## Модификации
- FV301 early prototype - так как это легкий танк на основе A46, то на него также планировали устанавливать колеса, чтобы создать бронеавтомобиль. От идеи отказались
- FV301 lately prototype - отличался от базового варианта FV301 наличием башни не стандартной формы, напоминающей от выдуманного танка Vickers Cruiser. Был только в небольшом макете.

- FV301 - базовый вариант.
- Medium Vickers Mk. 1 - средний танк от компании Vickers. Имел улучшенное орудие, и бронирование.

## История создания
Разработкой и постройкой танка занималась компания Vickers. При этом были построены только два прототипа. Проект свернули в 1950 году на стадии прототипа.

## Описание конструкции
На FV301 устанавливалось то же орудие, что и на «Комету»(76мм орудие). В нём использовался двигатель Rolls-Royce Meteor с коробкой передач TN10, и все они вместе с охлаждающим вентилятором были собраны в один блок. В подвеске использовалась система с двумя торсионами, что давало производственные преимущества.
.
Vickers Meduim Mk. 1
На средний танк на основе FV301 планировали увеличить бронирование, а также новую коробку передач Brown V52. 

## В игровой индустрии
FV301 представлен лёгким танком 8 уровня соответственно в ММО игре World of Tanks Blitz, также, там представлен выдуманный танк Vickers Cruiser как танк 9 уровня, это выдуманная модификация FV301 Prot.